# Echinomuricea stellata
Echinomuricea stellata är en korallart som först beskrevs av Nutting 1910.  Echinomuricea stellata ingår i släktet Echinomuricea och familjen Plexauridae. Inga underarter finns listade i Catalogue of Life.